# Pallanuoto ai III Giochi panamericani
Il III torneo panamericano di pallanuoto si disputò dal 30 agosto al 6 settembre 1959 a Chicago, nell'ambito dei III Giochi panamericani.
Il torneo fu disputato in due fasi a girone unico. Le prime tre classificate del primo girone si affrontarono nuovamente fra loro ereditando i punteggi della fase precedente.

I padroni di casa degli Stati Uniti conquistarono il loro primo titolo continentale superando i campioni in carica dell'Argentina.

## Fase preliminare

### Risultati
| 30 agosto 1959 | Stati Uniti | 5 – 2 | Messico |  |

| 30 agosto 1959 | Brasile | 14 – 1 | Antille Olandesi |  |

| 31 agosto 1959 | Argentina | 15 – 4 | Messico |  |

| 31 agosto 1959 | Stati Uniti | 8 – 2 | Brasile |  |

| 1º settembre 1959 | Stati Uniti | 17 – 4 | Antille Olandesi |  |

| 1º settembre 1959 | Brasile | 7 – 6 | Argentina |  |

| 2 settembre 1959 | Argentina | 11 – 0 | Antille Olandesi |  |

| 2 settembre 1959 | Brasile | 9 – 6 | Messico |  |

| 3 settembre 1959 | Messico | 5 – 2 | Antille Olandesi |  |

| 3 settembre 1959 | Stati Uniti | 5 – 3 | Argentina |  |

### Classifica
|    | Squadra          | Punti | G | V | N | P | GF | GS | Diff |
| -- | ---------------- | ----- | - | - | - | - | -- | -- | ---- |
| 1. | Stati Uniti      | 8     | 4 | 4 | 0 | 0 | 35 | 11 | +24  |
| 2. | Brasile          | 6     | 4 | 3 | 0 | 1 | 32 | 21 | +11  |
| 3. | Argentina        | 4     | 4 | 2 | 0 | 2 | 35 | 16 | +9   |
| 4. | Messico          | 4     | 4 | 1 | 0 | 3 | 17 | 31 | -14  |
| 5. | Antille Olandesi | 0     | 4 | 0 | 0 | 4 | 7  | 47 | -40  |

## Fase finale

### Risultati
| 4 settembre 1959 | Argentina | 7 – 6 | Brasile |  |

| 5 settembre 1959 | Stati Uniti | 5 – 3 | Argentina |  |

| 6 settembre 1959 | Stati Uniti | 6 – 3 | Brasile |  |

### Classifica
|    | Squadra     | Punti | G | V | N | P | GF | GS | Diff |
| -- | ----------- | ----- | - | - | - | - | -- | -- | ---- |
| 1. | Stati Uniti | 12    | 6 | 6 | 0 | 0 | 46 | 17 | +29  |
| 2. | Argentina   | 6     | 6 | 3 | 0 | 3 | 45 | 27 | +18  |
| 3. | Brasile     | 6     | 6 | 3 | 0 | 3 | 41 | 34 | +7   |

## Classifica finale
| Pos.    | Squadra          |
| ------- | ---------------- |
| Oro     | Stati Uniti      |
| Argento | Argentina        |
| Bronzo  | Brasile          |
| 4       | Messico          |
| 5       | Antille Olandesi |

## Fonti
- (EN) Todor66.com - Sport statistics Archive, su todor66.com.